# Ami'oz
Ami'oz (hebrejsky עַמִּיעוֹז, doslova „Síla mého národa“, v oficiálním přepisu do angličtiny Ammi'oz) je vesnice typu mošav v Izraeli, v Jižním distriktu, v Oblastní radě Eškol.

## Geografie
Leží v nadmořské výšce 126 metrů na severozápadním okraji pouště Negev; v oblasti která byla od 2. poloviny 20. století intenzivně zúrodňována a zavlažována a ztratila charakter pouštní krajiny. Jde o zemědělsky obdělávaný pás přiléhající k pásmu Gazy a navazující na pobřežní nížinu. Jižně od vesnice ovšem ostře začíná zcela aridní oblast pouštního typu zvaná Cholot Chaluca.
Obec se nachází 18 kilometrů od břehu Středozemního moře, cca 97 kilometrů jihojihozápadně od centra Tel Avivu, cca 97 kilometrů jihozápadně od historického jádra Jeruzalému a 36 kilometrů západně od města Beerševa. Ami'oz obývají Židé, přičemž osídlení v tomto regionu je etnicky převážně židovské. 6 kilometrů severozápadním směrem ale začíná pásmo Gazy s početnou arabskou (palestinskou) populací.
Ami'oz je na dopravní síť napojen pomocí lokální silnice 2310, která na severu ústí do lokální silnice 232 a na východě do lokální silnice 222.

## Dějiny
Ami'oz byl založen v roce 1957. Je součástí kompaktního bloku zemědělských vesnic, do kterého spadají obce Ami'oz, Cochar, Ješa, Mivtachim, Ohad, Sde Nican, Talmej Elijahu. Zakladateli vesnice byli Židé z Rumunska a Egypta. Ti se zde ale neudrželi a většina z nich vesnici opustila. Na místě zůstaly jen čtyři rodiny. V 60. letech 20. století se pak o dosídlení vesnice pokusili chasidé z vižnické větve této odnože judaismu, ale ani oni zde neuspěli. Roku 1962 sem dorazili Židé z Maroka podporovaní Židovskou agenturou. Navzdory těžkým podmínkám se zde udrželi.
V obci funguje zařízení předškolní péče o děti, obchodní centrum, restaurace, obchod se smíšeným zbožím, synagoga, mikve, sportovní areály a zdravotní středisko. Místní ekonomika je založena na zemědělství (pěstování rajčat, paprik, cuket, baklažánů a brambor, chov drůbeže).
Jméno obce má symbolický význam. Má připomínat hrdinství Izraelců během Suezské krize v roce 1956.

## Demografie
Obyvatelstvo mošavu je smíšené, tedy sekulární i nábožensky orientované. Podle údajů z roku 2014 tvořili naprostou většinu obyvatel v Ami'oz Židé (včetně statistické kategorie "ostatní", která zahrnuje nearabské obyvatele židovského původu ale bez formální příslušnosti k židovskému náboženství).
Jde o menší obec vesnického typu s dlouhodobě stagnující populací. K 31. prosinci 2014 zde žilo 190 lidí. Během roku 2014 populace stoupla o 5,0 %.
| Rok            | 1961 | 1972 | 1983 | 1995 | 2001 | 2003 | 2004 | 2005 | 2006 | 2007 | 2008 | 2009 | 2010 | 2011 | 2012 | 2013 | 2014 |
| -------------- | ---- | ---- | ---- | ---- | ---- | ---- | ---- | ---- | ---- | ---- | ---- | ---- | ---- | ---- | ---- | ---- | ---- |
| Počet obyvatel | 32   | 245  | 264  | 275  | 222  | 222  | 224  | 233  | 249  | 242  | 244  | 206  | 198  | 185  | 188  | 181  | 190  |